# Nyssodrysilla vittata
Nyssodrysilla vittata är en skalbaggsart som först beskrevs av Julius Melzer 1935.  Nyssodrysilla vittata ingår i släktet Nyssodrysilla och familjen långhorningar. Inga underarter finns listade i Catalogue of Life.